# Corchoropsis
Corchoropsis  es un género botánico de plantas con flores con cuatro especies perteneciente a la familia de las  Malvaceae. Fue descrito por Philipp Franz von Siebold & Joseph Gerhard Zuccarini  y publicado en Abhandlungen der Mathematisch-Physikalischen Classe der Königlich Bayerischen Akademie der Wissenschaften  3: 737 - 738, en el año 1843.  La especie tipo Corchoropsis crenata Siebold & Zucc.

## Especies
| - Corchoropsis crenata - Corchoropsis intermedia - Corchoropsis psilocarpa - Corchoropsis tomentosa |